# Гнилица (верхний приток Северского Донца)
Гнили́ца (укр. Гнили́ця) — река на Украине, протекает по Великобурлукскому и Печенежскому районам Харьковской области. Впадает в Печенежское водохранилище (ранее являлась левым притоком Северского Донца). Длина реки — 31 км. Площадь водосборного бассейна — 275 км². Уклон — 2,4 м/км.

## Течение
Берёт начало в Великобурлукском районе, западнее посёлка Подсреднего, течёт на юго-запад. Крупных притоков не имеет, принимает стоки из ряда балок (от истока у устью): Вороного Яра, Берестовой, Склярова, Сулимова Яра, ранее балки Гнилушки. Впадает в Печенежское водохранилище за селом Артёмовка на высоте 100,5 м над уровнем моря (ранее по левому берегу Северского Донца, на его 877-м километре).
Система водного объекта: Печенежское водохранилище → Северский Донец → Дон → Азовское море.

## Населённые пункты
По порядку от истока к устью: Гнилица Первая, Гнилица, Зелёный Гай, Аркушино, Артёмовка. Также в бассейне реки расположено село Яичное, Купьеваха и Новая Александровка (новоалександровского и червонохвыльского сельсоветов).